# 小池和幸
小池 和幸（こいけ かずゆき）は、日本の物理学者。北海道大学名誉教授。専門は物性物理学。工学博士（東京大学、1986年）。
1984年に世界初の高分解能スピン偏極走査電子顕微鏡（スピンSEM）を開発した。また、磁性材料の基礎及び応用研究も行っており、多重還流磁区構造の発見、強磁性/反強磁性結合機構および磁性ナノ粒子アレイの磁気構造の解明等の業績がある。

## 来歴
- 長野県諏訪郡富士見町出身
- 1969年 ‐ 長野県諏訪清陵高等学校卒業
- 1973年 ‐ 金沢大学工学部電子工学科卒業
- 1975年 ‐ 金沢大学大学院工学研究科電子工学専攻修士課程修了、日立製作所中央研究所入所
- 1985年 ‐ 日立製作所基礎研究所研究員
- 1988年 ‐ 日立製作所基礎研究所主任研究員
- 1998年 ‐ 日立製作所基礎研究所主管研究員
- 1999年 ‐ 日立製作所中央研究所主管研究員
- 2000年 ‐ 通商産業省工業技術院産業技術融合領域研究所主任研究官（中央省庁再編により、産業技術総合研究所主任研究員を経て、2001年 より産業技術総合研究所強相関電子技術センター計測チーム長を務める。）
- 2002年 ‐ 北海道大学大学院理学研究科・理学部物理学専攻教授
- 2006年 ‐ 北海道大学大学院理学研究院物理学部門教授。
- 2014年 ‐ 北海道大学名誉教授。

## 受賞歴
- 1988年 ‐ 日本電子顕微鏡学会瀬藤賞
- 1995年 ‐ 日立返仁会空盡賞
- 2002年 ‐ 日本応用磁気学会技術貢献賞
- 2005年 ‐ 山崎貞一賞
- 2010年 ‐ The Korean Magnetics Society Distinguished Lecturer
- 2012年 ‐ 日本顕微鏡学会論文賞